# جوزف لنجیل
جوزف لنجیل (انگلیسی: Joseph L. Lengyel؛ زادهٔ ۱۹۵۹) ژنرال بازنشسه نیروی هوایی ایالات متحده آمریکا است، که در فاصله سال‌های ۲۰۱۶ تا ۲۰۲۰ به‌عنوان بیست و هشتمین رئیس گارد ملی فعالیت می‌کرد.
لنجیل فعالیت نظامی را از سال ۱۹۸۱ در نیروی هوایی آمریکا آغاز کرد، از ۱۹۹۹ تا ۲۰۰۰ فرماندهی گروه ۱۴۹ عملیاتی را برعهده داشت، از ۲۰۰۲ تا ۲۰۰۴ جانشین فرمانده بال ۱۴۹ جنگنده بود، از ۲۰۰۶ تا ۲۰۰۸ به‌عنوان فرمانده مرکز آمادگی گارد ملی هوایی فعالیت می‌کرد، از ۲۰۱۰ تا ۲۰۱۱ جانشینی فرمانده نیروی هوایی نخست را برعهده داشت و در فاصله سال‌های ۲۰۱۲ تا ۲۰۱۶ جانشین رئیس گارد ملی بود.